# Solariorbis terminalis
Solariorbis terminalis is een slakkensoort uit de familie van de Tornidae. De wetenschappelijke naam van de soort is voor het eerst geldig gepubliceerd in 1946 door Pilsbry & McGinty.